# 타이베이 첩운 쑹산신뎬선
타이베이 첩운 쑹산신뎬선(중국어 정체자: 松山新店線, 한자음: 송산신점선, 영어: Songshan-Xindian line)은 중화민국(대만)의 타이베이 MRT 공사에서 운영중인 타이베이 첩운 노선 중 하나이다. 건설기간과 단계에 따라 명칭을 달리하는데, 신뎬선(新店線), 샤오난먼선(小南門線), 쑹산선(松山線)으로 구분한다. 시먼역(西門站)과 중정 기념당역(中正紀念堂站)을 경계로 하여, 시먼역의 이북 구간을 송샨선, 시먼역에서부터 중정 기념당역까지의 구간을 샤오난먼선, 중정 기념당 이남의 구간을 신뎬선이라고 부른다.
쑹산신뎬선은 중전철계통에 속하며, 전선이 지하에 건설되어 있다. 타이베이시 동쪽의 쑹산구(松山區)에 위치한 쑹산역(松山站)에서 시작하여, 난징둥루와 톈수이루를 따라가다, 남쪽으로 꺾어 타청제, 중화루를 거쳐 시먼역으로 이어진다. 이어서, 중화루와 아이궈시루를 따라 중정 기념당역까지 이어지며, 또다시 뤄쓰푸루를 따라 징메이강(景美溪)을 건넌다. 그 후, 베이신루를 따라 남쪽으로 향하여, 종착역인 신뎬역(新店站)에 도착하는 노선이다. 총 연장 21.3 킬로미터이다.
쑹산선의 전구간이 현재 공사중에 있다. 쑹산선이 완공되기 전까지는, 타이베이 MRT 홍선의 단수이선과 직결되어 「단수이역(淡水站)—신뎬역(新店站)」구간을 운행한다. 또한, 샤오난먼선은 현재 신뎬선과는 별개로 「중정기념당역(中正紀念堂站)—시먼역(西門站)」구간만을 운행중이다.

## 구간차 및 지선
본 노선은 단거리 구간차 노선과 한개의 지선을 가지고 있다.
타이베이 MRT 샤오난먼선(小南門線)
- 쑹산신뎬선의 중정 기념당역과 시먼역 사이의 구간을 계획할 당시에는, 타이베이 첩운 반난선의 기지입고를 위한 용도로 계획한 것이었다. 이것은 샤오난먼선의 구간을 남선의 난강선과 동시에 시공함으로써, 남선의 열차가 시먼역으로부터 중정 기념당역으로 이동, 홍선을 따라 베이터우의 철도차량기지로 향하는 것을 용이하게 할 목적이었다는 것이다. 현재, 샤오난먼선은 잠시 구간 운행 방식으로 운영되고 있으며, 단선 양방향운행이 이루어지고 있다. 미래에 쑹산선이 개통하게 되면, 쑹산신뎬선의 일부로 편입되어 운영된다.

타이베이 MRT 샤오비탄 지선(小碧潭支線)
- 이 노선은 본래, 단순히 쑹산신뎬선의 열차가 신뎬 차량기지로 이동하기 위한 입고선의 목적으로 계획되었으나, 후에 스쓰장(十四張) 지구의 주민들을 위하여 역을 신설하였다. 이 노선은 중전철 계통에 속하며, 고가선로와 지하선로 구간으로 나뉘어 있다. 이 노선은 치장역(七張站)에서 서쪽으로 갈라져나온 형태이며, 총 연장 1.6 킬로미터이다. 샤오비탄역(小碧潭站)과 치장역, 두 역만을 운행하며, 샤오비탄역은 고가역, 치장역은 지하역이다.
- 샤오비탄역에서 치장역으로 운행할 때, 치장역 내의 1번 플랫폼(북상)에 정차, 승객들이 하차한 후에, 다핑린역(大坪林站) 방향으로 북상하여, 중앙 대피선으로 이동한다. 다시 샤오비탄 방향으로 운행할 때에는 중앙 대피선에서 빠져나와 남하하여, 치장역 내의 2번 플랫폼(남하)에 정차, 승객들이 승차한 후에 샤오비탄역으로 이동한다.

## 역사
- 1991년 1월：신뎬선 착공
- 1998년 12월 24일：중정 기념당역-구팅역(古亭站) 구간 개통 및 운행 시작, 단수이선, 중허선이 이 구간을 통해 직결운행 시작(단수이역(淡水站)—난스자오역(南勢角站) 구간)
- 1999년 11월 11일：구팅역-신뎬역 구간 개통으로 신뎬선 전선 개통 및 운행 시작, 기존의 열차 운행구간이 단수이역-신뎬역으로 바뀜
- 2000년 8월 31일：중정 기념당역-시먼역 구간(샤오난먼선) 개통 및 시먼역-중정 기념당역 구간의 샤오난먼선 구간차 운행시작
- 2006년 8월 19일 : 쑹산-시먼 구간의 건설 시공.[1]
- 2008년 12월 : 난징 동로 3단을 따라 지하 굴착하는 동안 몇 개의 인근 건물에 대한 지하 지원(앵커)이 발견되었다. 구조적인 우려로 인해 굴착과 건설이 일시적으로 중단되었다.[2][3]
- 2009년 1월 14일 : 시 정부는 건물 앵커가 쑹산-시먼 구간 개통에 영향을 주지 않을 것이라고 발표.[4]
- 2014년 11월 15일 : 쑹산 선이 개통됨에 따라 쑹산-신뎬 구간 열차인 녹선이 구축되었다. 단수이-신뎬 구간 운행 종료.

## 철도 차량
수년에 걸쳐 이 노선에는 3가지 종류의 차량이 사용되었으며, 더불어 신뎬-단수이 선 운행에도 사용되었다. 첫번째 운행 열차는 C301 차량이었다. 1997년에 C321 차량이 추가되었다. 2007년에는 C371 차량이 모든 C321 차량을 대체했다. (C321 차량은 반난 선에서 계속 운행되고 있다.

## 열차 운행 방식
2017년 12월 기준으로 비혼잡 시간대의 배차 정보는 아래와 같다.
- 시간당 11대 : 쑹산—신뎬
- 시간당 3대 : 쑹산—타이뎬다러우
- 시간당 3대 : 치장—샤오비탄

## 역 소개
| 역 번호 | 역명                    | 역명                         | 역명                                   | 접속 노선                                                  | 소재지     | 소재지          |
| 역 번호 | 한국어                  | 중국어 (한국 한자음)         | 영어                                   | 접속 노선                                                  | 소재지     | 소재지          |
| ------- | ----------------------- | ---------------------------- | -------------------------------------- | ---------------------------------------------------------- | ---------- | --------------- |
| G19     | 송산                    | 松山 송산                    | Songshan                               | 타이완 철로 관리국 종관선                                  | 타이베이시 | 쑹산 구         |
| G18     | 난징싼민                | 南京三民 남경산민            | Nanjing Sanmin                         |                                                            | 타이베이시 | 쑹산 구         |
| G17     | 타이베이아레나          | 台北小巨蛋 대북소거단        | Taipei Arena                           |                                                            | 타이베이시 | 쑹산 구         |
| G16     | 난징푸싱                | 南京復興 남경복흥            | Nanjing Fuxing                         | 타이베이 첩운 원후선                                       | 타이베이시 | 쑹산 구 중산 구 |
| G15     | 송장난징                | 松江南京 송강남경            | Songjiang Nanjing                      | 타이베이 첩운 중허신루선                                   | 타이베이시 | 중산 구         |
| G14     | 중산                    | 中山 중산                    | Zhongshan                              | 타이베이 첩운 단수이신이선                                 | 타이베이시 | 중산 구 다퉁 구 |
| G13     | 베이먼 (다다오청난)     | 北門 (大稻埕南) 북문         | Beimen (Dadaocheng South)              | 타오위안 국제공항 첩운 (타이베이역)                        | 타이베이시 | 다퉁 구         |
| G12     | 시먼                    | 西門 서문                    | Ximen                                  | 타이베이 첩운 반난선                                       | 타이베이시 | 완화 구 중정 구 |
| G11     | 샤오난먼                | 小南門 소남문                | Xiaonanmen                             |                                                            | 타이베이시 | 중정 구         |
| G10     | 중정기념당 (난먼)       | 中正紀念堂 (南門) 중정기념당 | Chiang Kai-Shek Memorial Hall (Nanmen) | 타이베이 첩운 단수이신이선 LG 타이베이 첩운 완다중허수린선 | 타이베이시 | 중정 구         |
| G09     | 구팅                    | 古亭 고정                    | Guting                                 | 타이베이 첩운 중허신루선                                   | 타이베이시 | 중정 구 다안 구 |
| G08     | 대만전력공사빌딩        | 台電大樓 대전대누            | Taipower Building                      |                                                            | 타이베이시 | 중정 구 다안 구 |
| G07     | 궁관 (타이완대학)       | 公館 (台灣大學) 공관         | Gongguan (National Taiwan University)  |                                                            | 타이베이시 | 중정 구 다안 구 |
| G06     | 완룽                    | 萬隆 만융                    | Wanlong                                |                                                            | 타이베이시 | 원산 구         |
| G05     | 징메이                  | 景美 경미                    | Jingmei                                |                                                            | 타이베이시 | 원산 구         |
| G04     | 다핑린                  | 大坪林 대평림                | Dapinglin                              | 타이베이 첩운 환상선                                       | 신베이시   | 신뎬 구         |
| G03     | 치장                    | 七張 칠장                    | Qizhang                                | 타이베이 첩운 샤오비탄 지선                                | 신베이시   | 신뎬 구         |
| G02     | 신뎬구청                | 新店區公所 신점구공소        | Xindian District Office                |                                                            | 신베이시   | 신뎬 구         |
| G01     | 신뎬 (비탄)             | 新店 (碧潭) 신점             | Xindian (Bitan)                        |                                                            | 신베이시   | 신뎬 구         |
| G03A    | 샤오비탄 (신뎬고등학교) | 小碧潭 (新店高中) 소벽담     | Xiaobitan (Xindian Senior High School) |                                                            | 신베이시   | 신뎬 구         |
| G03     | 치장                    | 七張 칠장                    | Qizhang                                | 타이베이 첩운 쑹산신뎬선                                   | 신베이시   | 신뎬 구         |